# Tāwhiao
Tāwhiao I, roi des Māori (de son vrai nom Matutaera Te Pukepuke Te Paue Te Karato Te-a-Pōtatau Tāwhiao), né en mai 1822 et mort le 26 août 1894, est un chef des tribus waikato et le second roi māori de Nouvelle-Zélande.